# جائزة نيوزيلندا الكبرى 1976
جائزة نيوزيلندا الكبرى 1976 هو سباق فورمولا 1 أقيم بتاريخ 4 يناير 1976 في نيوزيلندا.